# Доротея Софія Гессен-Дармштадтська
Доротея Софія Гессен-Дармштадтська (нім. Dorothea Sophie von Hessen-Darmstadt, 14 січня 1689—7 червня 1723) — принцеса Гессен-Дармштадтська, донька ландграфа Гессен-Дармштадтського Ернста Людвіга та Доротеї Шарлотти Бранденбург-Ансбаської, дружина принца Йоганна Фрідріха Гогенлое-Нойнштайн-Ерінгенського.

## Біографія
Доротея Софія народилася 14 січня 1689 року. Вона була первістком в родині ландграфа Гессен-Дармштадтського Ернста Людвіга та його першої дружини Доротеї Шарлотти Бранденбург-Ансбаської. Згодом в сім'ї з'явилося ще четверо дітей: сини Людвіг, Карл Вільгельм та Франц Ернст і донька Фредеріка Шарлотта.
У 21 рік Доротею Софію пошлюбили із молодшим сином графа Йоганна Фрідріха I Гогенлое-Ерінгенського, 26-річним Йоганном Фрідріхом. Весілля пройшло у Дармштадті 13 лютого 1710 року. У подружжя народилося шість доньок і два сини.
Померла Доротея Софія за два тижні після народження молодшого сина.

## Родина
Чоловік — Йоганн Фрідріх Гогенлое-Нойнштайн-Ерінгенський
Діти:
- Людвіг Вільгельм Фрідріх (1712—1785) — граф Гогенлое-Ерінгенський, одружений не був, дітей не мав;
- Шарлотта Фредеріка (1713—1785) одружена не була, дітей не мала;
- Кароліна Софія (1715—1749) одружена з князем Карлом Августом Гогенлое-Кірхберг, мала сина та доньку;
- Вільгельміна Елеонора (1717—1794) одружена з князем Генріхом Августом Гогенлое-Інґельфінґен, мала восьмеро дітей;
- Леопольдіна Антуанетта (1718—1779) одружена не була, дітей не мала;
- Елеонора Крістіана (1720—1746) одружена з графом Йоганном Фрідріхом Кастелл-Рюденхаузеном, мала єдиного сина;
- Софія Фредеріка (1721—1781) одружена не була, дітей не мала;
- Людвіг Фрідріх Карл (1723—1805) — князь і принц Гогенлое-Ерінгенський, був одружений з Амалією Саксен-Хільбдургхаузен, мав єдиного сина, що помер у ранньому віці.